# Meteorologiåret 1955

## Händelser

### Februari
- 1 februari – Med medeltemperaturen - 47.2 °C i Sisson Dam noteras nytt köldrekord för New Brunswick, Kanada [1].

### Juni
- 3 juni – Sju personer på Traversesjön i Minnesota, USA dödas då båten de färdas med välter efter starka vindar från ett åskväder [2].
- 8 juni – Sen snö faller över Skåne, Sverige [3].

### Juli
- 15 juli - Värmeböljan i Sverige kulminerar då 33°C uppmäts i Stockholm, och sommaren är den varmaste sedan 1914 [4]. Pinnglassen får sitt definitiva genombrott [5].
- 18 juli - 279 millimeter regn faller på 24 timmar över Martinstown i England, Storbritannien vilket är nytt rekord för 24 timmar [6].
- 18-24 juli - Sverige upplever en heltorr fruntimmersvecka [7].
- 7 juli – Tornado i Marshall i Minnesota, USA dödar en person, skadar 13 och hagel orsakasr skador för miljontals US-dollar [8].

### Augusti
- 1 augusti – Åskväder över Minnesota, USA lämnar en fot regn över Callaway [9].
- 23 augusti – Stora hagel faller över Houston County i Minnesota, USA [9].

### September
- 17 september – En tornado förstör träd i Minnesota, USA [10].

### Oktober
- 29 oktober – Ett tidigt snöfall på 2.2 inch drabbar Twin Cities i Minnesota, USA [11].

### December
- 6 december - 218,4 millimeter nederbörd faller över Indre Matre, Norge vilket innebär norskt dygnsnederbördsrekord för månaden [12].
- 13 december - Haparanda, Sverige upplever en mycket kall Luciadag med -36 °C  [13].
- 25 december - En typiskt "vit jul" inträffar i Sverige med 30–50 centimeter snö i flera av Götalands och Svealands större städer, som Göteborg, Växjö, Linköping, Karlstad och Stockholm.[14].

### Okänt datum
- Ragnar Fjørtoft ersätter Hans Theodor Hesselberg som direktör för Meteorologisk institutt i Norge [15].

## Födda
- 17 augusti – Michael Tjernström, svensk meteorolog.

## Avlidna
- 17 juli – Ewoud van Everdingen, nederländsk meteorolog.

### Fotnoter
1. ↑  ”Dan, Dan the Weatherman's Canadian Weather Trivia Page”. Arkiverad från originalet den 9 september 2013. https://web.archive.org/web/20130909001246/http://www.dandantheweatherman.com/cantriv.html. Läst 8 mars 2013.
2. ↑  ”Arkiverade kopian”. Arkiverad från originalet den 26 juli 2010. https://web.archive.org/web/20100726102347/http://www.climate.umn.edu/pdf/day_in_weather_history/june_wx_history.pdf. Läst 16 februari 2011.
3. ↑  SMHI
4. ↑  Sverige 1900-talet – 1955, NE, Bra Böcker, 2000
5. ↑  100 år med Aftonbladet – 1955, 1999
6. ↑  DMI[död länk]
7. ↑  SMHI
8. ↑  ”Arkiverade kopian”. Arkiverad från originalet den 21 juli 2010. https://web.archive.org/web/20100721153842/http://climate.umn.edu/pdf/day_in_weather_history/july_wx_history.pdf. Läst 16 februari 2011.
9. 1 2  ”Arkiverade kopian”. Arkiverad från originalet den 26 juli 2010. https://web.archive.org/web/20100726102403/http://www.climate.umn.edu/pdf/day_in_weather_history/august_wx_history.pdf. Läst 16 februari 2011.
10. ↑  ”Arkiverade kopian”. Arkiverad från originalet den 26 juli 2010. https://web.archive.org/web/20100726102501/http://www.climate.umn.edu/pdf/day_in_weather_history/september_wx_history.pdf. Läst 16 februari 2011.
11. ↑  ”Arkiverade kopian”. Arkiverad från originalet den 26 juli 2010. https://web.archive.org/web/20100726102332/http://www.climate.umn.edu/pdf/day_in_weather_history/october_wx_history.pdf. Läst 16 februari 2011.
12. ↑  MET
13. ↑  SMHI
14. ↑  SMHI
15. ↑  MET Arkiverad 15 december 2010 hämtat från the Wayback Machine.